# كورجون شتوي
كورجون شتوي (الاسم العلمي:Coregonus hiemalis) هو نوع من الأسماك يتبع جنس الكورجون من فصيلة سمك السلمون.